# Distrito electoral federal 28 del estado de México
El XXVIII Distrito Electoral Federal del Estado de México es uno de los 300 Distritos Electorales en los que se encuentra dividido el territorio de México para la elección de diputados federales y uno de los 40 en los que se divide el Estado de México. Su cabecera es la ciudad de Zumpango de Ocampo.
El vigésimo octavo distrito del Estado de México se encuentra en la región norte del estado. La conformación del distrito electoral ha permanecido sin alteraciones desde la distritación de 2017 hasta la actual distritación de 2022, lo integran los municipios de Apaxco, Hueypoxtla, Tequixquiac y Zumpango. Lo conforman 96 secciones electorales.

## Distritaciones anteriores

### Distritación 1996 - 2005
Entre 1996 a 2005 el territorio del Distrito XXVIII fue integrado por la región central del Municipio de Nezahualcóyotl, lo conformaban colonias como Estado de México, Maravillas, Agua Azul y Benito Juárez. Su cabecera distrital era Ciudad Nezahualcóyotl.
El Distrito 28 fue creado en 1977 por la Reforma política de ese año, con anterioridad a ésta el Estado de México únicamente contaba como 15 Distritos Electorales, por lo que el Distrito 23 solo ha elegido diputados a partir de la LI Legislatura en 1979.

### Distritación 2005 - 2017
Entre 2005 y 2017 en territorio del distrito electoral federal fue movido a la región norte del Estado de México. Fue conformado por los municipios de Hueypoxtla, Tecámac y Zumpango. Su cabecera distrital era Zumpango de Ocampo.

### Distritación 2017 - 2022
Tras la distritación electoral nacional de 2014-2017 llevada a cabo por el Instituto Nacional Electoral, el territorio del distrito electoral federal fue conformado por los municipios de Apaxco, Hueypoxtla, Tequixquiac y Zumpango. Su cabecera distrital era Zumpango de Ocampo.

## Diputados por el distrito
| Legislatura | Periodo                                       | Diputado                          | Grupo parlamentario                  |
| ----------- | --------------------------------------------- | --------------------------------- | ------------------------------------ |
| LI          | 1 de septiembre de 1979-31 de agosto de 1982  | Odón Madariaga Cruz               | Partido Revolucionario Institucional |
| LII         | 1 de septiembre de 1982-31 de agosto de 1985  | Alfonso Gaytán Esquivel           | Partido Revolucionario Institucional |
| LIII        | 1 de septiembre de 1985-31 de agosto de 1988  | Jorge Flores Solano               | Partido Revolucionario Institucional |
| LIV         | 1 de septiembre de 1988-31 de octubre de 1991 | Teresa Narro y Ramírez            | Partido Revolucionario Institucional |
| LV          | 1 de noviembre de 1991-31 de octubre de 1994  | José Salinas Navarro              | Partido Revolucionario Institucional |
| LVI         | 1 de noviembre de 1994-31 de agosto de 1997   | José Luis Salcedo Solís           | Partido Revolucionario Institucional |
| LVII        | 1 de septiembre de 1997-25 de abril de 2000   | Jorge León Díaz                   | Partido del Trabajo (México)         |
| LVII        | 25 de abril de 2000-5 de julio de 2000        | Vacante                           | Partido del Trabajo (México)         |
| LVII        | 5 de julio de 2000-31 de agosto de 2000       | Jorge León Díaz                   | Partido del Trabajo (México)         |
| LVIII       | 1 de septiembre de 2000-31 de agosto de 2003  | Alejandro Gómez Olvera            | Partido de la Revolución Democrática |
| LIX         | 1 de septiembre de 2003-31 de agosto de 2006  | David Ferreyra Martínez           | Partido de la Revolución Democrática |
| LX          | 1 de septiembre de 2006-1 de marzo de 2009    | Rogelio Muñoz Serna               | Partido Revolucionario Institucional |
| LX          | 1 de marzo de 2009-19 de marzo de 2009        | Vacante                           | Partido Revolucionario Institucional |
| LX          | 19 de marzo de 2009-23 de abril de 2009       | Rogelio Muñoz Serna               | Partido Revolucionario Institucional |
| LX          | 23 de abril de 2009-6 de julio de 2009        | Vacante                           | Partido Revolucionario Institucional |
| LX          | 6 de julio de 2009-31 de agosto de 2009       | Rogelio Muñoz Serna               | Partido Revolucionario Institucional |
| LXI         | 1 de septiembre de 2009-31 de agosto de 2012  | Octavio Germán Olivares           | Partido Acción Nacional              |
| LXII        | 1 de septiembre de 2012-2 de marzo de 2015    | Sue Ellen Bernal Bolnik           | Partido Revolucionario Institucional |
| LXII        | 19 de marzo de 2015-31 de agosto de 2015      | María Gabriela Bardales Hernández | Partido Revolucionario Institucional |
| LXIII       | 1 de septiembre de 2015-1 de marzo de 2018    | Rocío Díaz Montoya                | Partido Revolucionario Institucional |
| LXIII       | 1 de marzo de 2018-3 de julio de 2018         | María Teresa Sánchez Ruiz Esparza | Partido Revolucionario Institucional |
| LXIII       | 3 de julio de 2018-31 de agosto de 2018       | Rocío Díaz Montoya                | Partido Revolucionario Institucional |
| LXIV        | 1 de septiembre de 2018-31 de agosto de 2021  | Roberto Ángel Domínguez Rodríguez | Movimiento Regeneración Nacional     |
| LXV         | 1 de septiembre de 2021-9 de abril de 2024    | Roberto Ángel Domínguez Rodríguez | Movimiento Regeneración Nacional     |
| LXV         | 9 de abril de 2024-15 de abril de 2024        | Vacante                           | Movimiento Regeneración Nacional     |
| LXV         | 15 de abril de 2024-31 de agosto de 2024      | Roberto Ángel Domínguez Rodríguez | Movimiento Regeneración Nacional     |
| LXVI        | 1 de septiembre de 2024-                      | Roberto Ángel Domínguez Rodríguez | Movimiento Regeneración Nacional     |

## Resultados electorales

### Elecciones de 2024
|  | 56.62 % |

|  | 26.11 % |

|  | 13.84 % |

|  | 0.08 % |

|  | 3.35 % |

|  | 100.0 % |

|  | 59.39 % |

### Elecciones de 2021
|  | 33.17 % |

|  | 18.74 % |

|  | 18.26 % |

|  | 7.18 % |

|  | 6.96 % |

|  | 6.36 % |

|  | 2.11 % |

|  | 1.63 % |

|  | 1.20 % |

|  | 1.18 % |

|  | 0.13 % |

|  | 3.08 % |

|  | 100.00 % |

|  | 50.72 % |

### Elecciones de 2018
|  | 47.50 % |

|  | 29.27 % |

|  | 20.04 % |

|  | 0.05 % |

|  | 3.14 % |

|  | 100.00 % |

|  | 62.87 % |

### Elecciones de 2015
|  | 42.93 % |

|  | 15.91 % |

|  | 10.53 % |

|  | 8.09 % |

|  | 5.82 % |

|  | 4.10 % |

|  | 3.13 % |

|  | 2.81 % |

|  | 2.35 % |

|  | 0.13 % |

|  | 4.15 % |

|  | 100.00 % |

|  | 51.98 % |

### Elecciones de 2012
| Elecciones federales de 2012 | Elecciones federales de 2012                                      | Elecciones federales de 2012 | Elecciones federales de 2012       | Elecciones federales de 2012 | Elecciones federales de 2012 |
| Partido/Coalición            | Partido/Coalición                                                 | Candidato                    | Candidato                          | Votos                        | Porcentaje                   |
| ---------------------------- | ----------------------------------------------------------------- | ---------------------------- | ---------------------------------- | ---------------------------- | ---------------------------- |
|                              | Partido Acción Nacional                                           |                              | María de Lourdes Aída Díaz Lozano  | 56,660                       | 22.71%                       |
|                              | Coalición Compromiso por el Estado de México (PRI-PVEM)           |                              | Sue Ellen Bernal Bolnik Hecho      | 112,712                      | 45.17%                       |
|                              | Coalición Movimiento Progresista (PRD, PT y Movimiento Ciudadano) |                              | Lorena Laura Margarita Arias Ramos | 61,479                       | 24.63%                       |
|                              | Nueva Alianza                                                     |                              | Jocelyn Margarita Rojas Luna       | 12,193                       | 4.89%                        |
|                              | No registrados                                                    | No registrados               | No registrados                     | 234                          | .09%                         |
|                              | Nulos                                                             | Nulos                        | Nulos                              | 6,241                        | 2.50%                        |
| Total                        | Total                                                             | Total                        | Total                              | 249,519                      | 100%                         |
| Fuente: IFE                  |                                                                   |                              |                                    |                              |                              |